# Hermann von Strantz

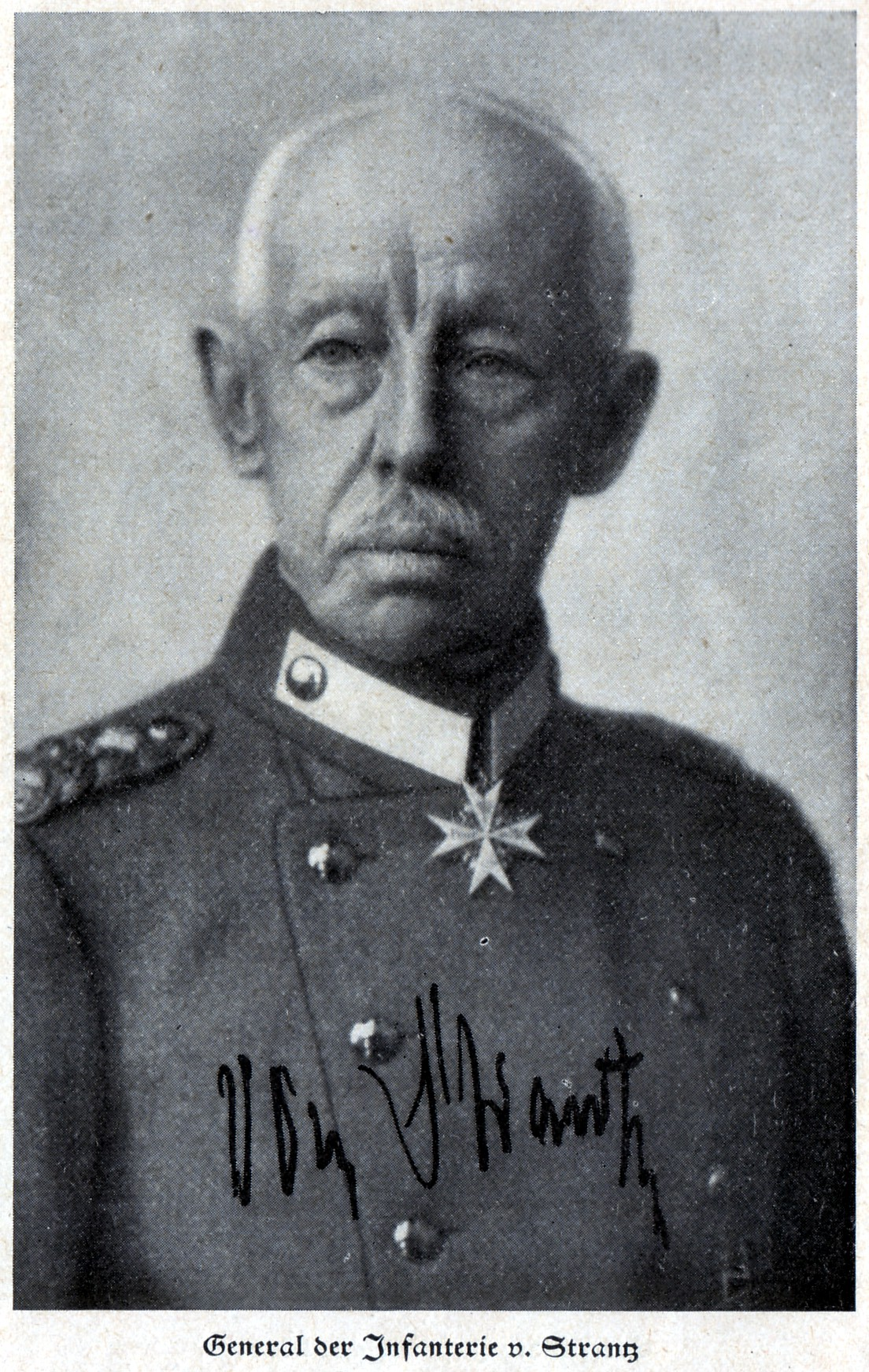
General der Infanterie Hermann von Strantz

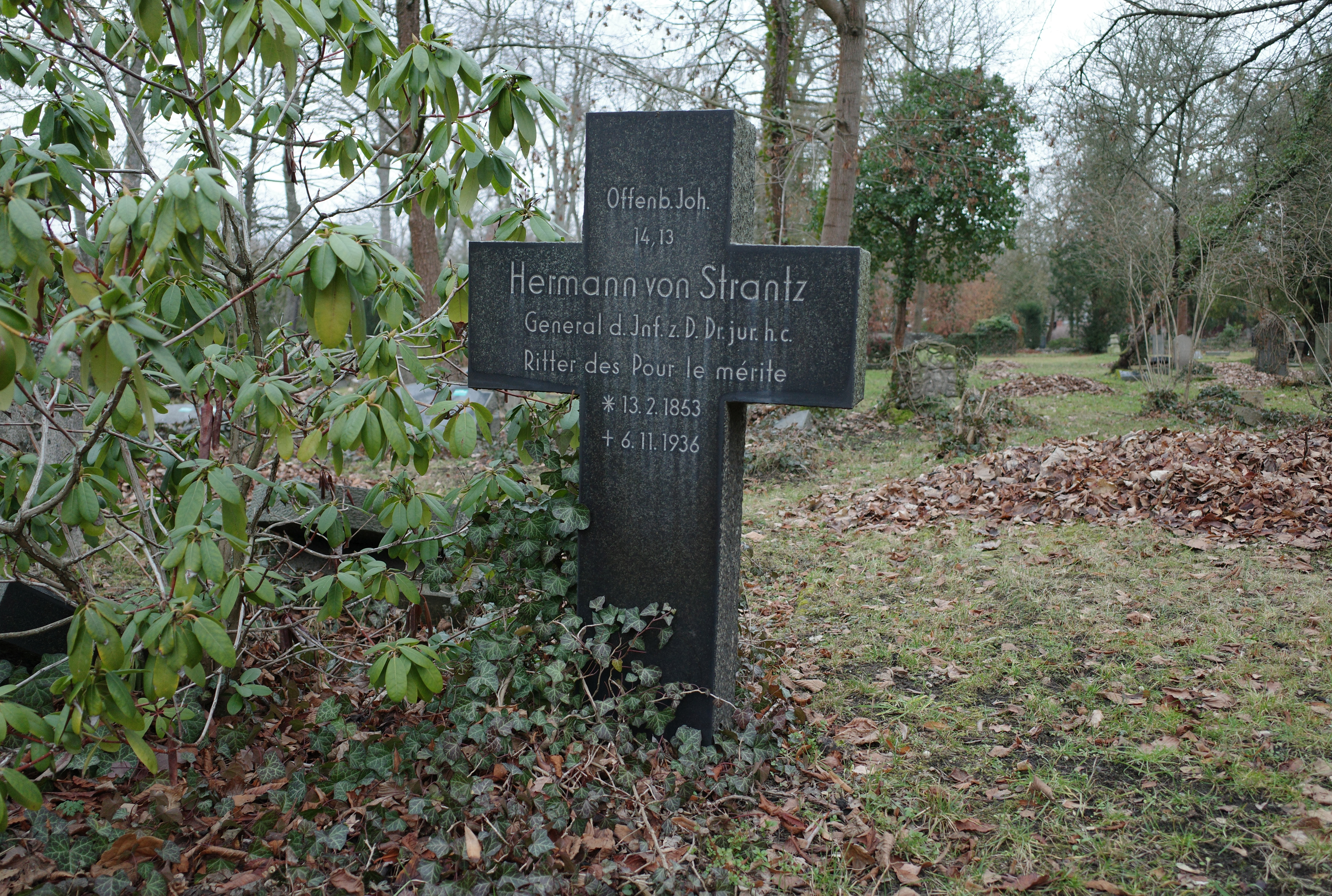
Ruhestätte in Dessau

Hermann Christian Wilhelm von Strantz (* 13. Februar 1853 in Nakel an der Netze; † 3. November 1936 in Dessau) war ein preußischer General der Infanterie.

## Leben
Seine Eltern waren der preußische Major Hans Friedrich Bogislav von Strantz (1820–1895) und Alexandra Friederike, geb. von Münnich (1829–1892).
Nach dem Besuch der Kadettenanstalten in Culm und Berlin trat Strantz 1870 bei Ausbruch des Deutsch-Französischen Kriegs als Portepee-Fähnrich in das Leib-Grenadier-Regiment „König Friedrich Wilhelm III.“ (1. Brandenburgisches) Nr. 8 ein, nahm am Krieg gegen Frankreich teil, wurde mit dem Eisernen Kreuz II. Klasse ausgezeichnet und 1871 zum Sekondeleutnant befördert. Von 1876 bis 1880 besuchte er die Kriegsakademie in Berlin und wurde hier 1879 zum Premierleutnant befördert. Nach einem Kommando beim Großen Generalstab wurde er zum Adjutanten in der zur 14. Division gehörenden 27. Infanterie-Brigade ernannt. Nach seiner Beförderung zum Hauptmann wurde er 1886 zum Chef der 1. (leichten) bzw. 9. Kompanie des Füsilierbataillons des 1. Garde-Regiments zu Fuß in Potsdam versetzt. 1891 zum Major befördert, wurde er in den Großen Generalstab nach Berlin versetzt. Danach war er als Generalstabsoffizier der 2. Garde-Division tätig, bevor er 1893 als Bataillonskommandeur zu seinem alten Leib-Grenadier-Regiment Nr. 8 zurückkehrte.
1897 zum Oberstleutnant befördert, wechselte er in den Stab des 1. Garde-Regiments zu Fuß. In der Funktion eines Regimentskommandeurs kam Strantz 1899 in den Landwehr-Bezirk III Berlin. Im Folgejahr wechselte er als Oberst und Kommandeur zum 2. Garde-Regiment zu Fuß.
1903 übernahm er als Generalmajor das Kommando der 2. Garde-Infanterie-Brigade in Potsdam. 1906 wurde er zum Generalleutnant befördert und Kommandeur der Großherzoglich Hessischen (25.) Division in Darmstadt. Als General der Infanterie war er ab 1911 Kommandierender General des V. Armee-Korps in Posen.

### Erster Weltkrieg
Im Ersten Weltkrieg war er vom 10. September 1914 an neben seiner Stellung als Kommandierender General des V. Armee-Korps gleichzeitig Oberbefehlshaber der Armeeabteilung Strantz, die aus dem linken Flügel der 5. Armee gebildet wurde und an der Westfront zwischen Maas und Mosel zum Einsatz kam. Ihr Hauptquartier befand sich im Château de Moncel bei Jarny im Département Meurthe-et-Moselle.
Am 2. Februar 1917 wurde er durch General Max von Boehn abgelöst und zur Disposition gestellt. Zusätzlich wurde er zum Chef des 3. Niederschlesischen Infanterie-Regiments Nr. 50 ernannt.
Hermann von Strantz war seit 1891 verheiratet mit Elisabeth von Ende (1870–1936).

## Auszeichnungen
- Roter Adlerorden I. Klasse mit Eichenlaub[1]
- Kronenorden I. Klasse[1]
- Preußisches Dienstauszeichnungskreuz[1]
- Komtur I. Klasse des Hausordens Albrechts des Bären[1]
- Großkreuz des Ordens vom Zähringer Löwen[1]
- Großkreuz des Bayerischen Militärverdienstordens[1]
- Großkreuz des Ordens Heinrich des Löwen[1]
- Großkreuz des Ordens Philipps des Großmütigen[1]
- Großkomtur des Greifenordens[1]
- Komtur II. Klasse des Herzoglich Sachsen-Ernestinischen Hausordens[1]
- Eisernes Kreuz (1914) I. Klasse
- Pour le Mérite am 22. August 1915
- Großoffizier des Belgischen Leopoldsordens[1]
- Großkreuz des Bulgarischen Militärverdienstordens[1]
- Offizier der Französischen Ehrenlegion[1]
- Großkommandeur des Erlöserordens[1]
- Großoffizier des Ordens des Heiligen Schatzes[1]
- Komtur des Ordens des Heiligen Mauritius und Lazarus[1]
- Großoffizier des Ordens der Krone von Italien[1]
- Komtur des Portugiesischen Christusordens[1]
- Russischer Orden der Heiligen Anna I. Klasse[1]
- Großkreuz des Spanischen Militärverdienstordens[1]
- Ernennung zum Ehrendoktor (Dr. jur. h. c.) durch die Friedrich-Wilhelms-Universität zu Berlin im Jahre 1917
- 1936 bis 1945 Benennung der „General von Strantz-Kaserne“ in Landsberg an der Warthe